# Richard Edson
Richard Edson (New Rochelle, Nueva York, 1 de enero de 1954) es un actor y músico estadounidense.
Fue el primer baterista de la banda Sonic Youth, entre 1981 y 1982. Durante este tiempo también tocó en la banda Konk. Después de editar el EP debut de Sonic Youth, Edson dejó la banda para dedicarse a tiempo completo a su trabajo con Konk. También tocó la trompeta en el álbum homónimo de la banda de San Francisco The Offs, a inicios de 1984.
Después de dejar el grupo, Edson se dedicó a la actuación, participando en alrededor de 35 películas, entre ellas Platoon, Good Morning, Vietnam, Dirty Dancing y Do the Right Thing, entre otras.